# Château des comtes de Mouscron
 (décembre 2024).
Le château des Comtes est un château situé à Mouscron dans la province de Hainaut en Belgique et datant du XVe siècle.
Le domaine se composait du château (donjon et corps de logis de la haute cour) et des bâtiments de ferme de la basse cour. Le château se distingue par sa forteresse où logent les Seigneurs de Mouscron.

## Histoire
Créé au XVe siècle, le château était à l'origine le siège du fief des Ramées, et une propriété de la famille de la Barre.
Lors des guerres de conquête de Louis XIV, la ville de Mouscron ainsi que le château subit des dégâts considérables. À la fin du XVIIIe siècle, la famille d’Ennetières entreprend de grands travaux sur le site : le comblement des douves, la réfection de la façade en style tournaisien avec de grandes fenêtres à croisées selon le style Louis XVI, etc. La forteresse s'est par la suite en manoir de plaisance. En 1898, le domaine seigneurial est vendu à un industriel français et sera loué, jusqu’en 1961, par des fermiers. Propriétés de la commune, le corps de logis et le site sont classés depuis 1945 et 1973. À cause du manque d'entretien dus à l'absence de propriétaire, il ne subsiste plus rien des aménagements intérieurs de style Louis XV.

## Architecture

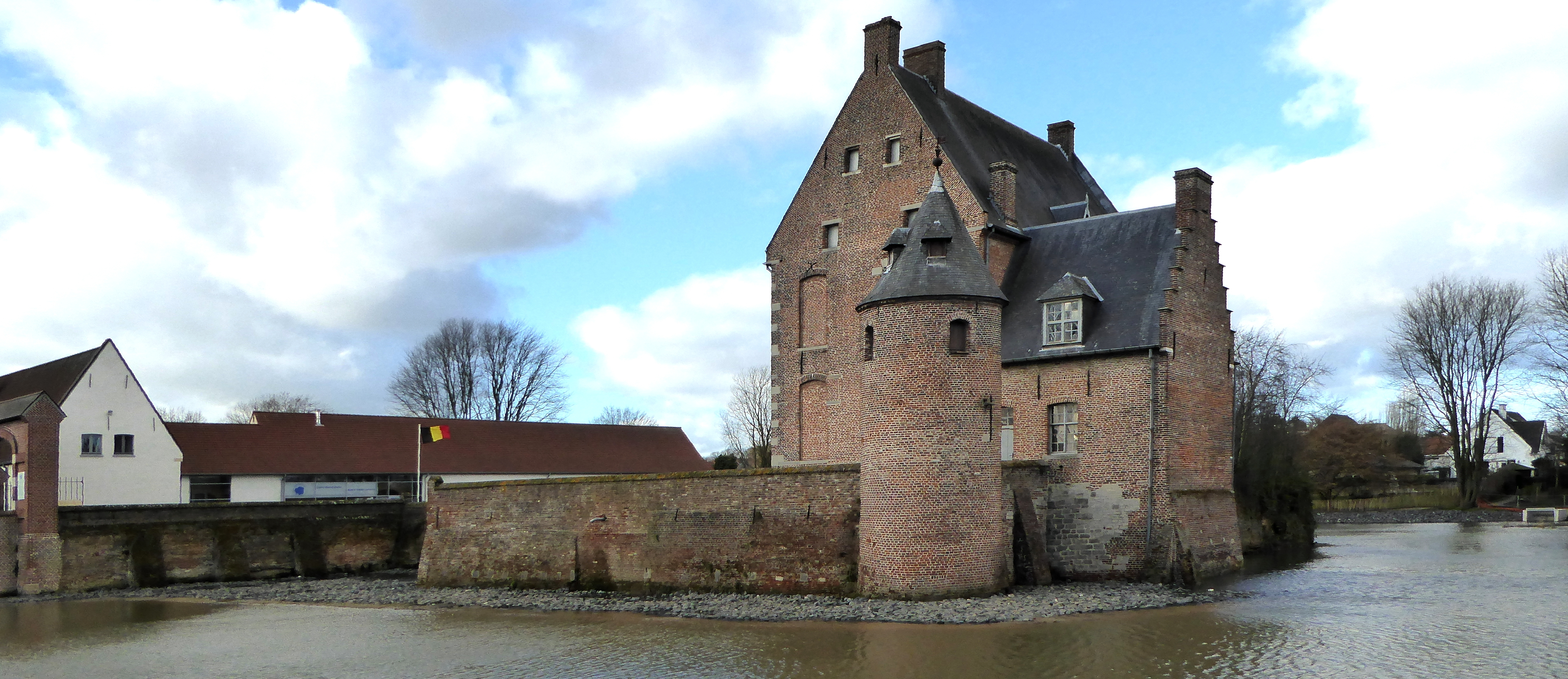
Vue panoramique du Château

L’ancien corps de logis en briques s’élève sur deux niveaux et cinq travées. Les éléments en pierre proviennent des carrières du Tournaisis. Au nord, se dresse une tourelle d’escalier, avec un toit en poivrière. Au sud-est, près de la cuisine, se trouve le puits. Les bâtiments entourant la basse-cour ont été restaurés de façon contemporaine… l’ancienne étable en conciergerie et l’ancienne remise à carrosse associée à l’ancienne grange constituent le Centre Marcel Marlier, le dessinateur de Martine.  Les abords sont constitués de douves dont une partie a été restaurée.

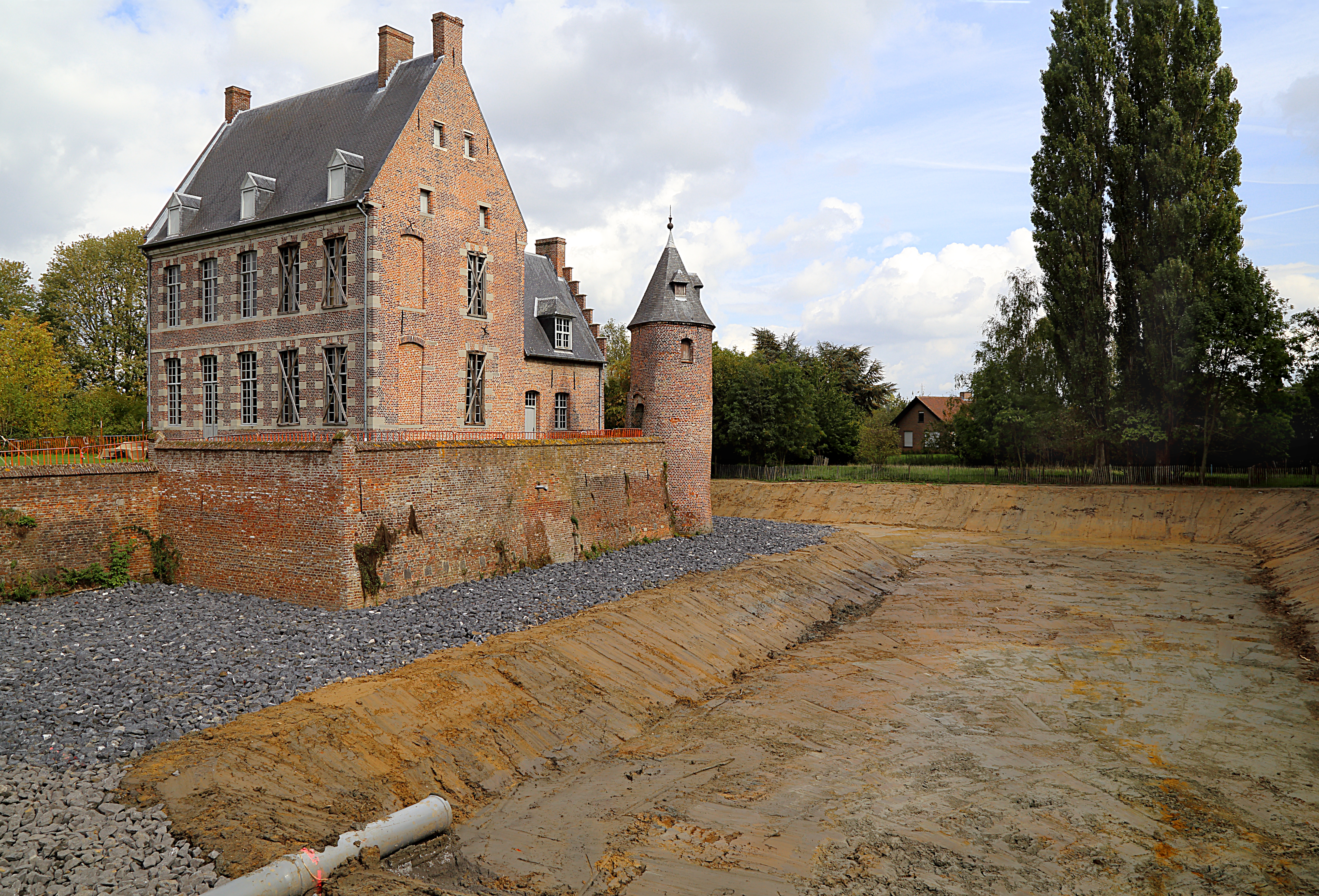
Aménagement des douves en 2017

Les douves recueillent les eaux de pluie des bâtiments et du site mais est aussi alimenté au nord-ouest par les eaux propres issues de l’égouttage séparatif mis en œuvre au départ du ‘Bois-Fichaux’ et y déboulant par une petite cascade en rocaille. Le niveau d’eau des douves est régulé par un trop-plein. Le site constitue un pôle d’intérêt ornithologique. Un sympathique sentier permet de faire le tour du site à pied ou en vélo pour en découvrir toutes les facettes, avec notamment des espaces dévolus à l’éco-pâturage de moutons à cornes. 